# Knipolegus poecilocercus
La viudita amazónica (Knipolegus poecilocercus), también denominada atrapamoscas renegrido (en Colombia), viudita-negra amazónica (en Perú y Ecuador), atrapamoscas remolocinto o viudita de las serranías (en Venezuela), es una especie de ave paseriforme de la familia Tyrannidae perteneciente al género Knipolegus. Es nativa de la cuenca amazónica y de parte del escudo guayanés en América del Sur.

## Distribución y hábitat

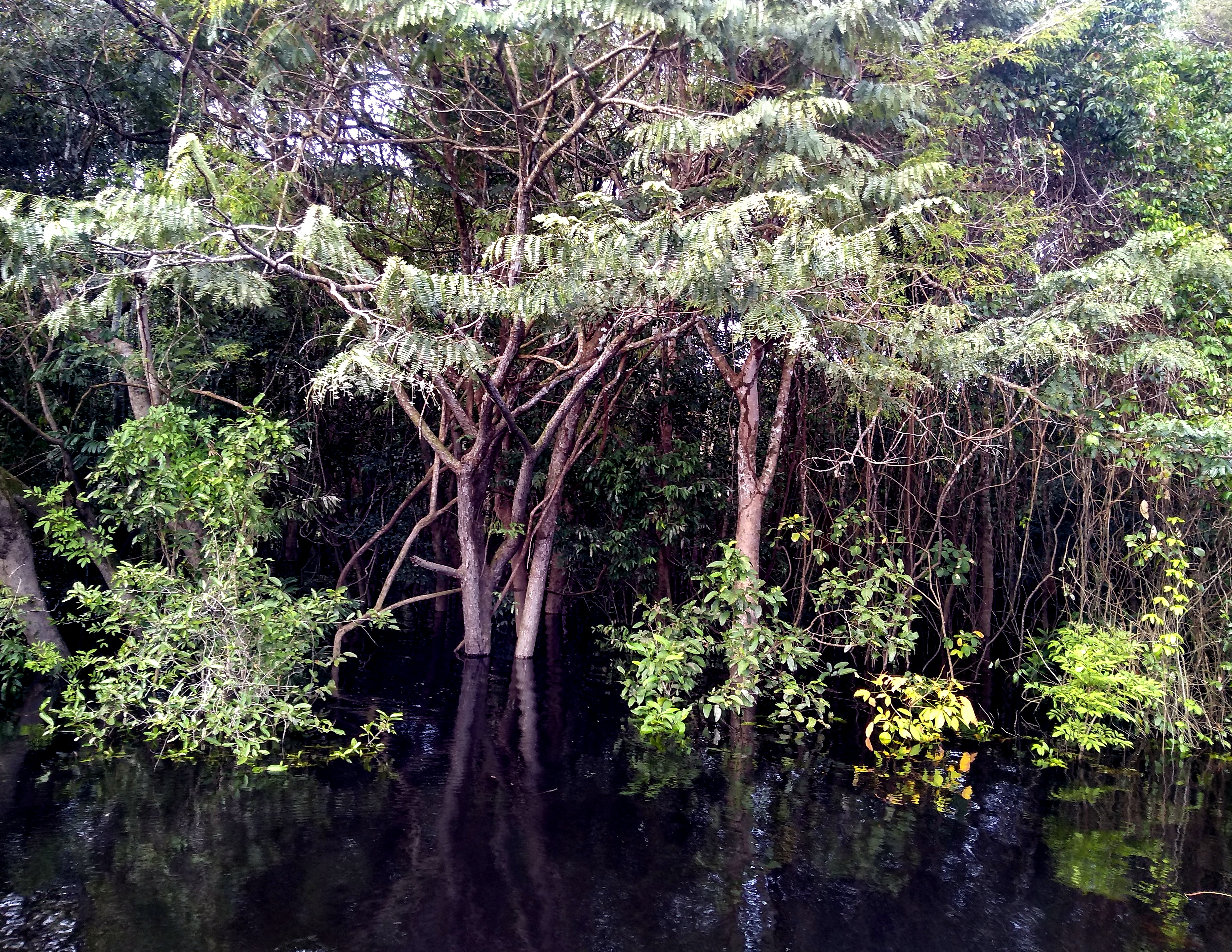
Várzea del río Negro en el archipiélago de Anavilhanas, ejemplo de ambiente preferido de la especie.

Se distribuye por el este de Colombia (oeste de Meta) hasta el sur de Venezuela (oeste de Apure, Amazonas), oeste de Guyana, Amazonia brasileña (a lo largo de los ríos Amazonas, Negro, Branco, Madeira, bajo Xingu y Tocantins) y noreste de Perú (río Ucayali y adyacente río Amazonas); también localmente en el noreste de Ecuador; fue registrada en Surinam.
Esta especie es considerada poco común y local en su hábitat  natural, el sotobosque de bosques de várzea estacionalmente inundables, por debajo de los 300 m de altitud.

## Sistemática

### Descripción original
La especie K. poecilocercus fue descrita por primera vez por el ornitólogo austríaco August von Pelzeln en 1868 bajo el nombre científico Empidochanes poecilocercus; la localidad tipo es: «Río Amajaú, Río Negro, Brasil.»

### Etimología
El nombre genérico masculino «Knipolegus» se compone de las palabras del griego «knips, knipos» que significa ‘insecto’, y «legō» que significa ‘agarrar’, ‘capturar’; y el nombre de la especie «poecilocercus», se compone de las palabras del griego «poikilos» que significa ‘punteado, variegado’, y «kerkos» que significa ‘cola’.

### Taxonomía
Anteriormente fue separada en un género Phaeotriccus, junto a Knipolegus hudsoni con base en el perfil de las primarias externas; pero los estudios filogenéticos recientes confirman que ambas pertenecen al presente género y no están hermanadas. Los mismos estudios encontraron que está hermanada con Knipolegus poecilurus. Es monotípica.